# السطوة

السطوة

السطوة أحد أحياء مدينة دبي بالإمارات العربية المتحدة. بلغ عدد السكان (42,367) نسمة في العام 2023 بكثافة سكانية تعادل (15,732) فرد/كم² بحسب بيانات مركز دبي للإحصاء. تقع جنوب غرب دبي بجوار شارع الشيخ زايد. وبما أن الحكومة قدمت منازل أفضل للإقامة في الإمارات، فإن القليل فقط من العرب يقيمون هنا. وتشمل الميزات البارزة كالمستشفى الإيراني ومسجد السطوة الكبير ومحطة حافلات السطوة. تشتهر السطوة بمجتمعها الواسع في جنوب آسيا، وخاصة الفلبينيين. وغالبا ما يشار إليها باسم ميني مانيلا من قبل المجتمع الفلبيني. وتعتبر محطتي مترو الخليج التجاري وأبراج الإمارات أقرب محطتي مترو إلى المنطقة.
السطوة هي موضوع الرواية المنطوقة/الصورة القصيرة التي حازت على استحسان النقاد، قصص السطوة، من تأليف محمود قعبور ودينيس هولواي من شركة Veritas Films. يسلط المشروع الضوء على الجواهر الخفية والشخصيات المميزة لحي السطوة من خلال الشعر والتصوير الفوتوغرافي والموسيقى.